# L'Arme parfaite

L'Arme parfaite (The Perfect Weapon) est un film américain d'arts martiaux réalisé par Mark DiSalle et sorti en 1991. Il marque le début de la carrière cinématographique de Jeff Speakman.

## Synopsis
Jeff Sanders, homme solitaire travaille la journée comme maçon et la nuit devient un expert en arts martiaux (précisément le kenpo). Lorsqu'un ami de la famille Kim, se fait menacer et tuer par la mafia coréenne dirigé par le redoutable Yung et son homme de main Tanaka, Jeff n'hésitera pas à user de ses talents de combattant féroce et sage pour venger son ami décédé. Jeff sera assisté par son jeune frère Adam, qui lui est devenu policer comme leur père et Jimmy, un jeune garçon orphelin, instable qui éprouve de l'admiration pour Jeff.

## Fiche technique
- Titre original : The Perfect Weapon
- Titre français : L'Arme parfaite
- Réalisation : Mark DiSalle
- Scénario : David C. Wilson
- Musique : Gary Chang
- Photographie : Russell Carpenter
- Production : Pierre David, Marc DiSalle
- Montage : Andrew Cohen, Wayne Wahrman
- Durée : 87 minutes
- Genre : action, arts martiaux
- Société de distribution : Paramount Pictures
- Budget : 10 000 000 dollars
- Box-Office : 14 000 000 dollars

## Distribution
- Jeff Speakman (V.F. : Emmanuel Jacomy) : Jeff Sanders
- James Hong (V.F. : Claude Joseph) : Yung
- John Dye (V.F. : Vincent Ropion) : Adam Sanders
- Cary-Hiroyuki Tagawa : Kai
- Mako (V.F. : Georges Berthomieu) : Kim
- Dante Basco : Jimmy
- Beau Starr (V.F. : Jacques Richard) : capitaine Carl Sanders
- Seth Sakai (V.F. : Marc de Georgi) : Maître Lo
- Mariska Hargitay : Jennifer

## Hommage
Une dédicace est offerte au fondateur de l'American kenpo : Ed Parker (1931-1990) sur le générique de fin du film :« Ce film est dédicacé à Ed Parker et l'art du Kenpo ».